# Dzięciołowo (województwo podlaskie)
Dzięciołowo – wieś w Polsce położona w województwie podlaskim, w powiecie monieckim, w gminie Jaświły.
W latach międzywojennych należała do gminy Dolistowo. Posiadłości ziemskie mieli tu Wojciech Grygiełko (54 mórg), Aleksander Kucharski i Jan Wysocki (54 mórg), Ksawery Sutowski (53).
W latach 1975–1998 miejscowość administracyjnie należała do województwa białostockiego.
W Dzięciołowie 16 czerwca 1814 urodził się Piotr Semenenko (zm. 18 listopada 1886 w Paryżu) – polski filozof i teolog katolicki, współzałożyciel i przełożony generalny Zgromadzenia Zmartwychwstania Pańskiego (CR), jeden z najwybitniejszych polskich teologów XIX stulecia. 
Wierni kościoła rzymskokatolickiego należą do parafii Matki Bożej Pocieszenia w Jatwiezi Dużej.